# Semiothisa spilogastrata
Semiothisa spilogastrata là một loài bướm đêm trong họ Geometridae.